# Corethrella librata
Corethrella librata är en tvåvingeart som beskrevs av Belkin, Heinemann och Page 1970. Corethrella librata ingår i släktet Corethrella och familjen Corethrellidae.
Artens utbredningsområde är Jamaica. Inga underarter finns listade i Catalogue of Life.